# Музей обороны Москвы
Государственный музей обороны Москвы — музей, посвящённый Московской битве, а также памяти защитников столицы.

## История музея
Музей обороны Москвы был основан 25 декабря 1979 года на историческом месте: здесь в 1941 году располагались оборонительные рубежи. Начало музею положила выставка к 40-летию Московской битвы, на которой были представлены документы и вооружение 1941—1942 годов. С 1981 года музей открыт для посетителей. Постоянная экспозиция была создана в 1995 году и приурочена к 50-летию Победы.
Музей обороны Москвы занимает два нижних этажа в пятиэтажном здании, построенном для администрации Олимпийских игр в Москве в 1980 году. У входа в музей расположена площадка с экспозицией военной техники, на которой представлены лучшие образцы артиллерийских орудий периода Великой Отечественной войны .
Музей организует тематические выставки, проводит ежегодные военно-исторические праздники и является участником общегородских культурных акций. Для посетителей предлагаются экскурсии, культурно-образовательные программы, лекции и экскурсионное сопровождение по местам боев в Подмосковье.

## Коллекция

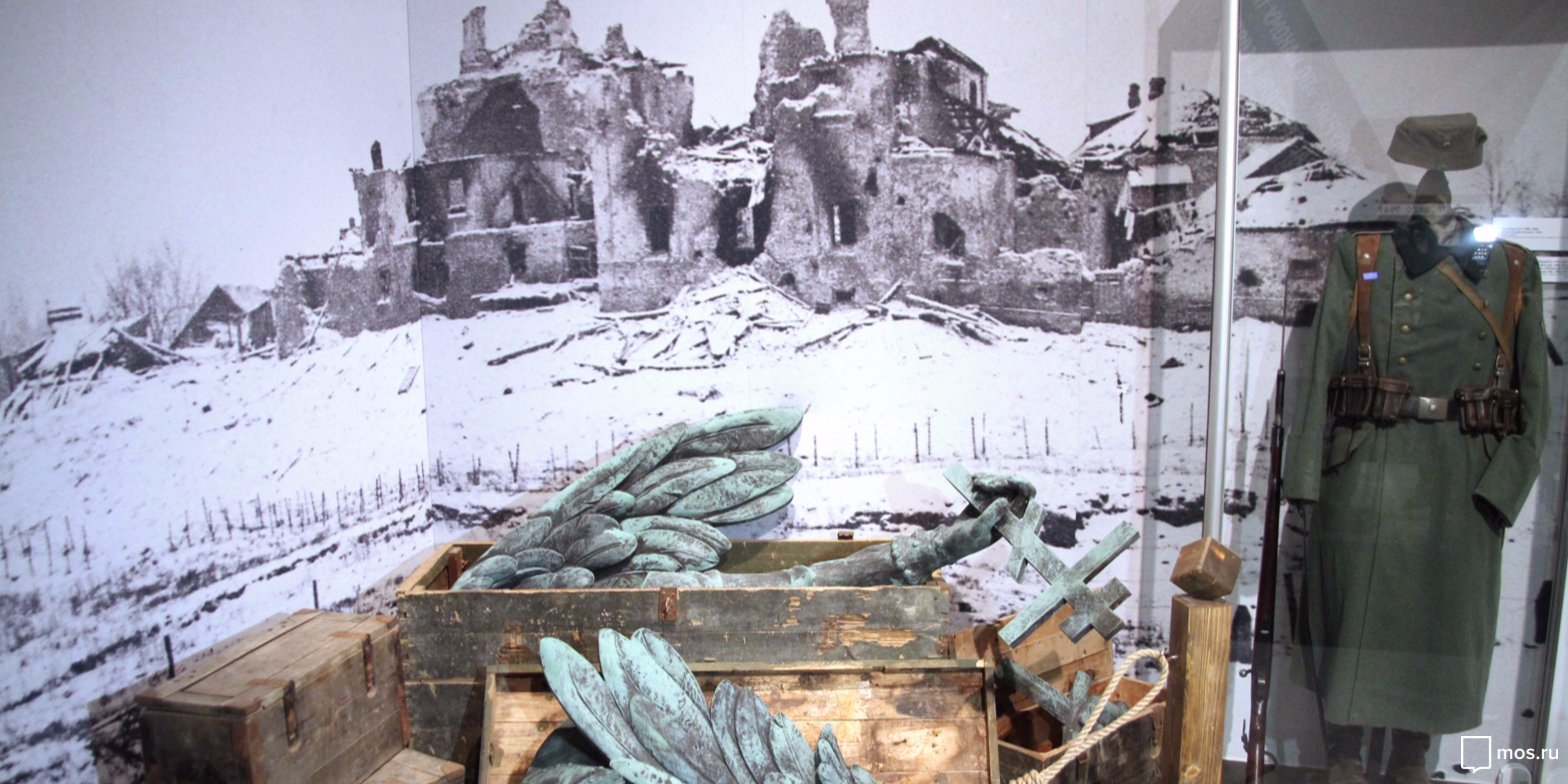
Экспозиция музея, 2016 год

Экспозиция музея включает около 4000 подлинных экспонатов, среди которых документы, фотографии, оружие, картины, личные вещи участников обороны Москвы. Пять тематических композиций посвящены определённому этапу обороны Москвы:
В первом зале представлены свидетельства того, как в начале Великой Отечественной войны Москва мобилизовала экономическую и социальные сферы для борьбы с нацистскими войсками. Экспозиция зала охватывает события 1941—1942 годов и сконцентрирована на формировании дивизий народного ополчения, эвакуации населения и предприятий столицы. Часть экспозиции первого зала посвящена Смоленскому сражению.
Следующий зал музея посвящён подвигам солдат ПВО, три года отражавших атаки фашистской армии. Здесь представлены как средства борьбы с немецкими авиаударами, так и ликвидации последствий этих бомбардировок. В зале хранятся: схема ПВО Москвы, аэростат заграждения конструкции Константина Годунова, макет немецкого бомбардировщика «Юнкерс-88», 37-мм автоматическая зенитная пушка образца 1939 года, подлинная неразорвавшаяся бомба весом 250 кг, сброшенная с германского бомбардировщика и обнаруженная в Большом Харитоньевском переулке.
В третьем зале представлена экспозиция, рассказывающая об оборонительном периоде Московской битвы — самой крупной битвы в ходе Великой Отечественной войны, которая вместила в себя сложный комплекс различных по характеру и до предела напряжённых операций, боёв и сражений, развернувшихся на огромной территории и продолжавшихся непрерывно в течение 203 дней и ночей. В зале экспонируется обмундирование и снаряжение солдат Красной Армии, оборонявших столицу, и солдат немецких дивизий, атаковавших её. Кроме того, в третьем зале расположены: раздел, посвященный быту москвичей в период обороны столицы — «Квартира москвича», композиции «Бомбоубежище. Тоннель Московского метро» и «Цех военного завода», а также баррикады из мешков с песком и противотанковые ежи.
Четвёртый зал посвящен самому выдающемуся событию Московской битвы — контрнаступлению Красной Армии в 1941—1942 годах. Экспозиция пятого зала, расположенная на двух уровнях, показывает боевой путь сформированных воинских частей советской армии от Москвы до Берлина и раскрывает международное значение разгрома германских войск под Москвой. В экспозиции представлены уникальные снимки освобождённых городов, лица воинов-победителей, коллекция рисунков фронтовых художников, мемориальная стена Славы, где золотыми буквами вписаны имена 186 Героев Советского Союза и Российской Федерации, удостоенных этого высокого звания за подвиги, совершенные во время Московской битвы. Здесь же расположен подлинный вагон-теплушка — выразительный образ фронтовой солдатской судьбы, своеобразный символ долгого пути от тяжелых поражений к долгожданной Победе. Кроме того, в экспозиции размещены знамёна гвардейских дивизий, прошедших боевой путь от Москвы до Берлина, а также снимки парада Победы 24 июня 1945 года. В шестом зале музей на постоянной основе организует и проводит специализированные выставки, посвященные теме Великой Отечественной войны.

## Научная и образовательная работа музея
Кроме систематизации, изучения и пополнения экспонатов, музей проводит научно-практические конференции, презентации издаваемой литературы. Также музей организует интерактивные культурно-образовательные программы, начиная с младших классов:
- Фронт за линией фронта — программа знакомит посетителей музея с такой известной, но малоизученной темой из истории Великой Отечественной войны, как партизанское движение, сыгравшее важную роль в победе над врагом[6].
- Противовоздушная оборона столицы в период Московской битвы 1941—1942 гг. — программа посвящена светомаскировке Москвы, героям противовоздушной обороны Москвы — прожектористам, аэростатчикам, лётчикам и зенитчикам, а также подвигам простых москвичей в спасении родной столицы от пожаров и разрушений[6].
- Танки Московской битвы — о достижениях отечественных конструкторов, подвигах советских танкистов и характере танковых боев в период Московской битвы. Экскурсовод продемонстрирует масштабные макеты-копии танков, подлинные детали танковой техники, экипаж в полном обмундировании, противотанковое оружие и оборонительные сооружения. В ходе занятия участники смогут примерить элементы формы танкистов и научатся определять типы советских и немецких танков[7].
- Оружие защитников Москвы — дает представление о наиболее распространённых образцах стрелкового вооружения Красной армии и Вермахта периода Московской битвы[8].

С 2018 года Государственный музей обороны Москвы принимает участие в совместном проекте Департамента культуры и Департамента образования города Москвы «Учебный день в музее»:
- Математика. Урок в музее «Круговая оборона» — изучение материала предмета «Геометрия» проходит на историческом фоне защиты Москвы от воздушных налетов врага во время Великой Отечественной войны.
- История. Урок в музее «1941 год: рождение Победы?»- в основе урока — исследовательская деятельность учащихся в форме групповой практической работы с музейными предметами.
- Химия. Урок в музее «Металлы на войне» — на занятии в музее учащиеся получат практическое применение своим знаниям по теме «Общие свойства металлов» и дополнительные знания по истории Отечества.
- Обществознание. Урок в музее «Если родина в опасности — Значит всем идти на фронт…» — источником знаний служат музейные предметы, относящиеся к истории проведения мобилизации в начале Великой Отечественной войны и формирования московского народного ополчения, а также экспонаты, рассказывающие о солдатах-героях и их подвигах.